# Phare de Cap d'Espoir
Le phare de Cap d'Espoir est une station automatisée d'aide à la navigation du golfe du Saint-Laurent, située à Cap-d'Espoir dans la Gaspésie–Îles-de-la-Madeleine au Québec (Canada).
Le phare est reconnu comme édifice fédéral du patrimoine en 1988.

## Histoire
Le phare de Cap d'Espoir, est construit en bois et allumé en 1873. Il est démoli en 1939 et remplacé par un phare construit en béton armé. Il est automatisé en 1987. C'est une station d'aide à la navigation en service, elle dépend de la Garde côtière canadienne.

## Patrimoine
Le phare de Cap-d’Espoir est reconnu comme édifice fédéral du patrimoine le 11 mars 1988.